# Маслянников Віктор Леонідович
Ві́ктор Леоні́дович Ма́сляников (* 1877, Кам'янець-Подільський — † 20 квітня 1944, Київ) — український живописець, художник-пейзажист.

## Біографічні відомості
Навчався в Київській рисувальній школі Миколи Мурашка (1900-ті р), у 1905—1910 роках — у Краківській академії мистецтв імені Яна Матейка у польського митця Яна Станіславського. Був одружений з дочкою відомого композитора Миколи Лисенка — Катериною Лисенко.
Співпрацював з гумористично-сатиричним журналом «Шершень» (1906).
У 1920-х рр. мешкав у Києві на другому поверсі будинку у п'ятикімнатній квартирі № 5 по вул. Микільсько-Ботанічна, 11-а. Раніше — по вул. Жилянській, 58.
Усе своє життя збирав пам'ятки української старовини. Свій коштовний музей у 1932—1933 роках передав до Харкова. Деякі полотна зберігаються нині в Національному художньому музей у Києві.
Помер 20 квітня 1944 року в Києві.

## Твори
- Ліричні пейзажі «Взимку», «Сірий вечір» (обидва — 1911).
- Сатиричні ілюстрації в журналі «Шершень» (1906).